# Martha Keys

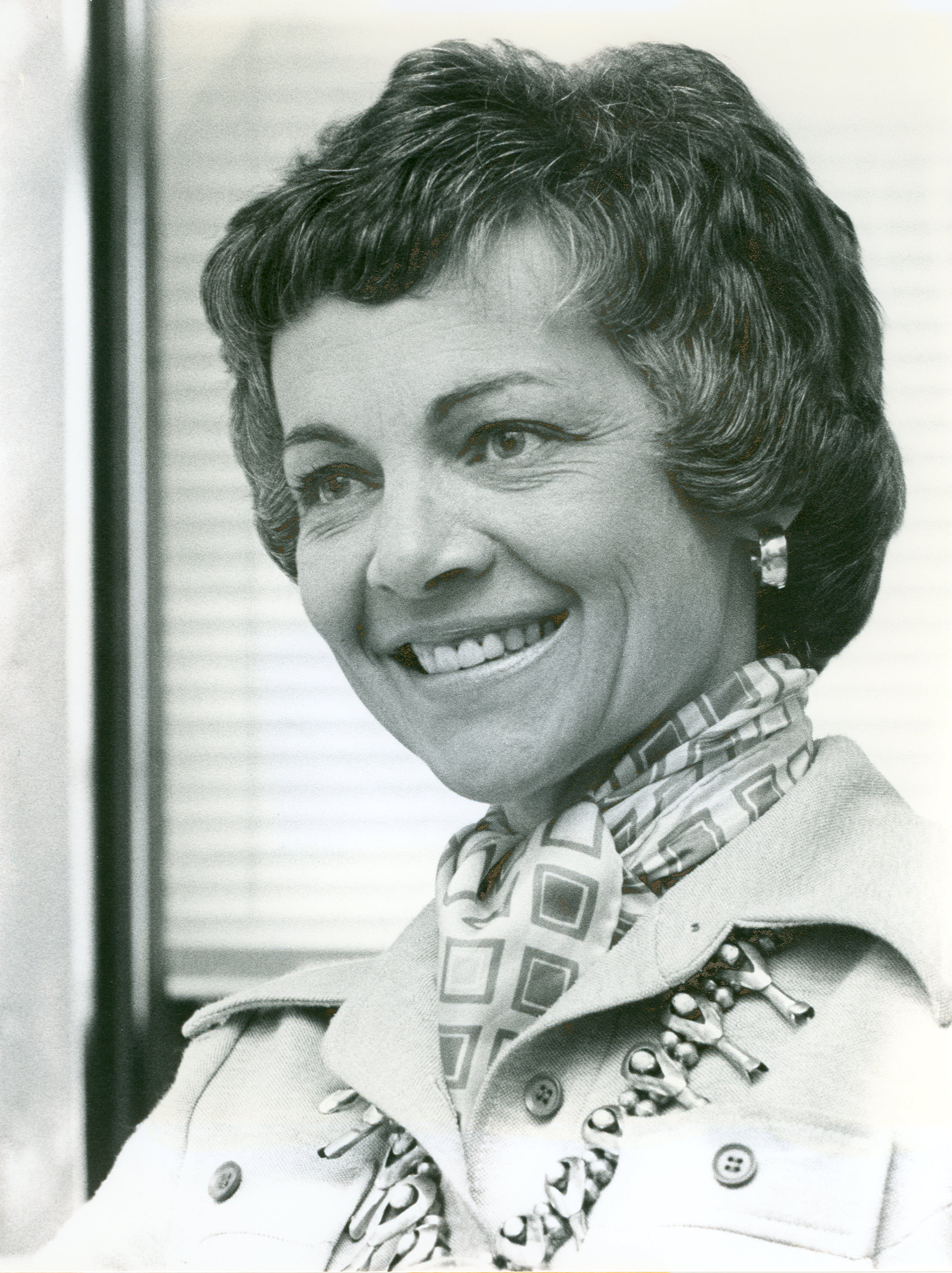
Martha Keys

Martha Elizabeth Keys (* 10. August 1930 in Hutchinson, Kansas; † 19. Dezember 2024) war eine US-amerikanische Politikerin. Zwischen 1975 und 1979 vertrat sie den zweiten Wahlbezirk des  Bundesstaates Kansas im US-Repräsentantenhaus.

## Werdegang
Martha Keys wurde am 10. August 1930 als Martha Ludwig geboren. Sie besuchte bis 1945 die Paseo High School in Kansas City (Missouri). Danach setzte sie ihre Ausbildung bis 1947 am Olivet College in Kankakee (Illinois) und dann bis 1951 an der University of Missouri fort. Im Jahr 1949 heiratete sie den Universitätsprofessor Sam Keys, mit dem sie vier Kinder hatte.
Politisch wurde sie Mitglied der Demokratischen Partei. Bei den Kongresswahlen des Jahres 1974 wurde sie als deren Kandidatin im zweiten Distrikt von Kansas in das US-Repräsentantenhaus in Washington, D.C. gewählt, wo sie am 3. Januar 1975 die Nachfolge von William R. Roy antrat. Nach einer Wiederwahl im Jahr 1976 konnte sie bis zum 3. Januar 1979 zwei Legislaturperioden im Kongress absolvieren. Keys war Mitglied im Committee on Ways and Means. In dieser Zeit lernte sie den Abgeordneten Andrew Jacobs aus Indiana kennen. Beide ließen sich von ihren Ehepartnern scheiden und heirateten anschließend. Daraus entwickelte sich damals ein Presseskandal, der einer der Gründe für ihre Abwahl im Jahr 1978 war.
Zwischen Februar 1979 und Mai 1980 war sie Beraterin des Ministeriums für Gesundheit, Bildung und Wohlfahrt; von Juni 1980 bis Januar 1981 war sie als Abteilungsleiterin im Bildungsministerium tätig. In den Jahren 1985 und 1986 war sie Leiterin der von US-Senator Gary Hart gegründeten Denkfabrik Center for a New Democracy.